# Aphonopelma ruedanum
Aphonopelma ruedanum là một loài nhện trong họ Theraphosidae.
Loài này thuộc chi Aphonopelma. Aphonopelma ruedanum được Ralph Vary Chamberlin miêu tả năm 1940.